# Toni Tišlar
Temple de la renommée slovène : 2007
Toni Tišlar (né le 9 mai 1967 à Jesenice en République socialiste de Slovénie) est un joueur slovène de hockey sur glace devenu entraîneur.

## Biographie

### Carrière en club
En 1983, il débute avec le HK Kranjska Gora dans le championnat de Yougoslavie. Il remporte le championnat 1988 et 1989 avec le HK Jesenice. Il ajoute à son palmarès le championnat de Slovénie 1995 avec l'HK Olimpija, 2005 et 2006 avec le HK Jesenice. Il a joué 621 matchs pour atteindre un total de 675 points (332 buts et 343 assistances). Il met un terme à sa carrière en 2005.

### Carrière internationale
Il a représenté la Yougoslavie puis la Slovénie au niveau international. Il a participé à dix éditions du championnat du monde.
Il a inscrit le premier but de l'histoire de la sélection slovène face à l'Autriche. Il a disputé 144 matchs pour 88 points dont 46 buts, 42 assistances et 158 minutes de pénalité.

## Trophées et honneurs personnels
Championnat du monde
- 1990 : nommé meilleur attaquant du mondial C.